# 杨有才
杨有才（1933年12月—2016年3月13日），男，藏族:312，云南德钦人，中华人民共和国政治人物，曾任西藏自治区人民检察院检察长，西藏自治区政协副主席。

## 生平
杨有才1950年10月参加工作，1950年10月起至1960年10月先后担任中国人民解放军十四军第四十二师126团工作队队员、昌都警备区步兵一五三团侦察员、边防股边防参谋、侦察参谋。1960年10月至1965年9月先后任西藏昌都地区贡觉县副县长、县长。1965年9月升任昌都地区行署专员，1969年12月卸任。1970年1月至同年12月被下放到西藏昌都俄洛桥进行学习。翌年1月至9月任昌都边坝县革命委员会副主任。同年10月至1983年8月先后担任昌都地区革命委员会副主任、地委常委、革委会主任、行署专员、地委书记。1983年8月升任中国共产党拉萨市委员会书记，1986年9月卸任。翌年7月任西藏自治区人民检察院检察长、党组书记。:3121995年5月任西藏自治区政协副主席，1998年9月退休。是中共十二大代表。
2016年3月13日，杨有才因病医治无效，在四川省成都市逝世，享年83岁。